# Mięśnie międzypoprzeczne

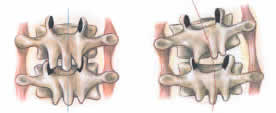
Mięśnie międzypoprzeczne

Mięśnie międzypoprzeczne (łac. musculi intertransversarii) – w anatomii człowieka grupa małych mięśni zaliczanych głównie do grupy krótkich głębokich mięśni grzbietu. Łączą wyrostki sąsiadujących kręgów w odcinku szyjnym i lędźwiowym kręgosłupa. 
Do właściwych mięśni grzbietu zaliczają się mięśnie międzypoprzeczne tylne szyi (musculi intertransversarii posteriores cervicis), łączące guzki tylne wyrostków poprzecznych kręgów szyjnych i mięśnie międzypoprzeczne przyśrodkowe lędźwi (musculi intertransversarii mediales lumborum), łączące wyrostki dodatkowe z wyrostkami suteczkowatymi kręgów lędźwiowych. Te grupy unerwione są przez gałęzie tylne nerwów C1–C8 i L1–L5.
Dwie pozostałe grupy są odpowiednikami mięśni międzyżebrowych zewnętrznych. Mięśnie międzypoprzeczne przednie szyi (musculi intertransversarii anteriores cervicis) łączą guzki przednie wyrostków poprzecznych kręgów szyjnych, a mięśnie międzypoprzeczne boczne lędźwi (musculi intertransversarii laterales lumborum), zaliczane do tylnych mięśni brzucha, łączą wyrostki żebrowe kręgów lędźwiowych. Te dwie grupy unerwione są przez gałęzie przednie nerwów C1–C8 i L1–L5.
Ich funkcją jest zginanie boczne kręgosłupa, ustalanie położenia kręgów przy ruchach kręgosłupa.